# Chris Harris (rugbista)
Christopher James Harris (Carlisle, 28 dicembre 1990) è un rugbista a 15 internazionale per la Scozia, militante nel Gloucester nel ruolo di tre quarti centro.

## Biografia
Formatosi nella nativa Carlisle, in Inghilterra, è idoneo a rappresentare la Scozia grazie a una sua nonna nativa di Edimburgo.
Si trasferì a Newcastle e intraprese gli studi all'Università della Northumbria.
Debuttante da professionista nel Championship 2014-15 in prestito al Rotherham, nella stessa stagione disputò la Challenge Cup con Newcastle, con il quale, rientrato dal prestito, si affacciò anche in Premiership contro Saracens con due mete.
Il picco con il club del nord dell'Inghilterra fu nel 2018 con le semifinali di Premiership e di Challenge Cup, poi l'anno successivo, dopo la retrocessione, si trasferì a Gloucester.
Esordì in nazionale scozzese nella prima partita del Sei Nazioni 2018 contro il Galles e un anno più tardi contro l'Italia marcò la sua prima meta internazionale.
Prese parte a tutti gli incontri della Coppa del Mondo 2019 in cui la Scozia fu impegnata. 
A maggio 2021 Harris ha ricevuto dal C.T. Warren Gatland la convocazione per il tour in Sudafrica dei British & Irish Lions.